# Leiophron closterotomae
Leiophron closterotomae är en stekelart som först beskrevs av Van Achterberg och Henri Goulet 2006.  Leiophron closterotomae ingår i släktet Leiophron och familjen bracksteklar. Inga underarter finns listade i Catalogue of Life.